# Sylwiusz Mikucki
Sylwiusz Maria Sylwester Korwin-Mikucki (ur. 24 stycznia 1898 w Krakowie, zm. 23 lipca 1983 tamże) – polski historyk, doktor filozofii, badacz nauk pomocniczych historii.

## Życiorys
Urodził się w rodzinie ziemianina Juliana Mikuckiego h. Ślepowron i Eugenii z domu Joss. Ukończył w 1916 gimnazjum klasyczne w Bochni. Studiował nauki prawne i historyczne w Uniwersytecie Jagiellońskim. Jako ochotnik brał udział w wojnie polsko-bolszewickiej z  której powrócił w stopniu kaprala artylerii. Następnie przez 5 lat pracował w państwowym gimnazjum w Tarnowskich Górach. Doktorat obronił w 1928 na podstawie pracy Barwa w heraldyce średniowiecznej napisanej  pod kierunkiem Władysława Semkowicza, habilitację uzyskał w 1936 za rozprawę Badania autentyczności dokumentu w praktyce kancelarii monarszej i sądów polskich w wiekach średnich. Wykładał heraldykę, paleografię polską i ruską, dyplomatykę i archiwistykę. Dyrektor kancelarii PAU. 6 listopada 1939 aresztowany w wyniku Sonderaktion Krakau. Więziony w obozie Sachsenhausen do lutego 1940 roku.
Uwolniony powrócił do Krakowa gdzie działał początkowo w Krakowskim Komitecie Pomocy, a następnie pracował w Krakowskim Banku Emisyjnym w latach 1942–1944 uczestnicząc w tajnym nauczaniu. W 1946 został docentem etatowym UJ, jeszcze w tym samym roku profesorem tytularnym, w 1948 profesorem nadzwyczajnym. Wraz z przejściem na emeryturę w 1947 Władysława Semkowicza, otrzymał po nim, w drodze ogólnopolskiej ankiety, Katedrę Nauk Pomocniczych Historii na Uniwersytecie Jagiellońskim. W tym samym roku został wybrany na członka korespondenta Polskiej Akademii Umiejętności. Następnie pełnił funkcję kierownika Katedry Archiwistyki i Nauk Pomocniczych Historii do 1968 roku. Tytuł profesora zwyczajnego uzyskał w 1957 roku. Mianowany w 1960 roku dyrektorem Instytutu Historycznego, pełnił tę funkcję nieprzerwanie przez siedem lat. Równolegle pracował od 1961 jako dziekan Wydziału Filozoficzno-Historycznego i w 1965 prorektor UJ. Udzielał się również w Bibliotece PAN w Krakowie.
W latach 1956–1960 pracował dla Działu Gromadzenia i Uzupełniania, a przez dwa kolejne lata dala Działu Zbiorów Specjalnych. Na zasłużoną emeryturę przeszedł w 1968 roku.

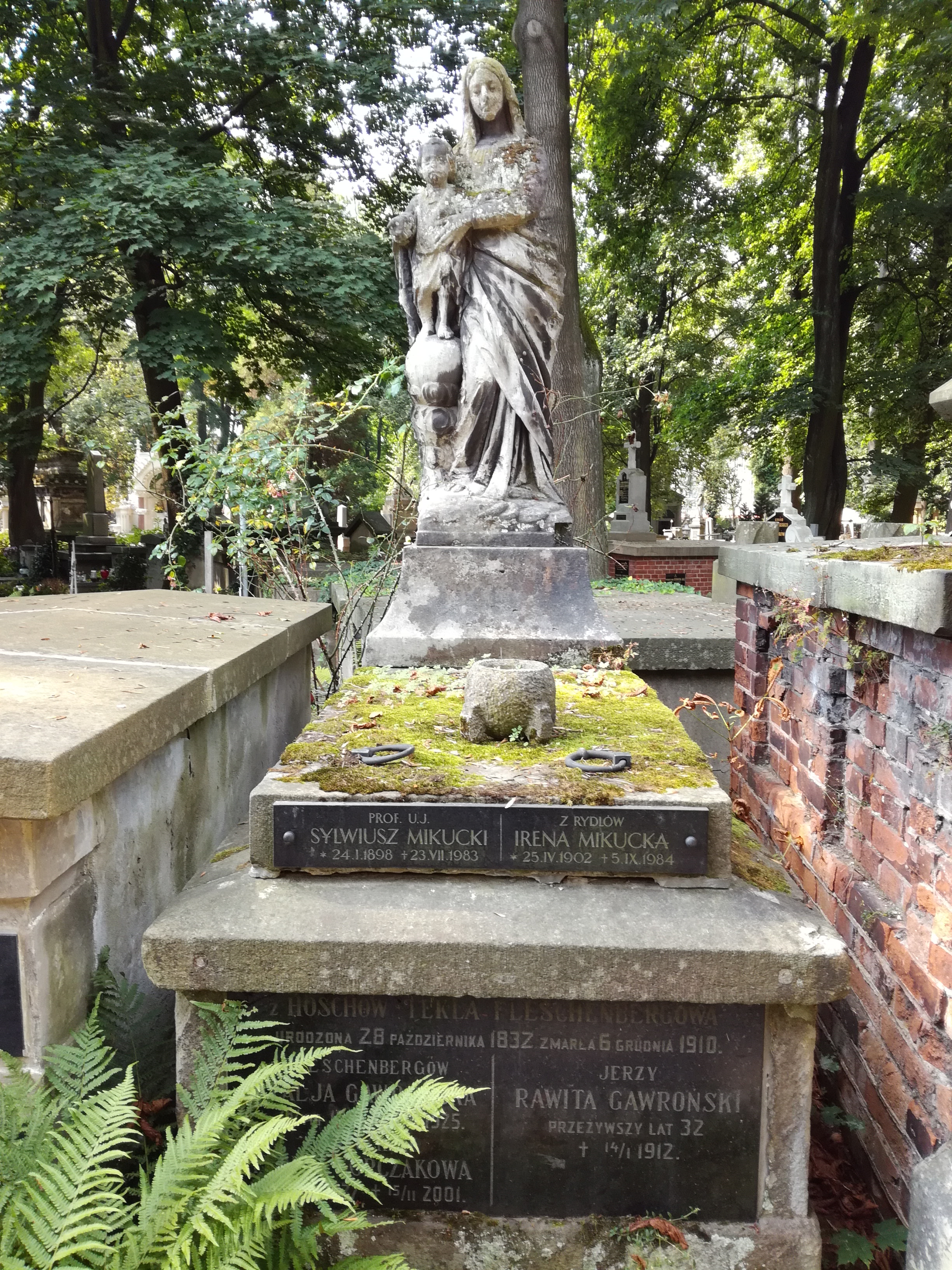
Grób prof. Sylwiusza Mikuckiego na cmentarzu Rakowickim

Do jego najwybitniejszych uczniów należeli profesorowie: Jerzy Wyrozumski, Zbigniew Perzanowski oraz Antoni Barciak.
Od 14 listopada 1925 był mężem Ireny z domu Rydel (1902–1984). 
Zmarł w Krakowie, pochowany na cmentarzu Rakowickim (kwatera T-płn-miejsce po lewej Sikorskich).

## Wybrane publikacje
- Herb Pomorza polskiego świetle źródeł, (1928)
- Barwa w heraldyce średniowiecznej. Herby rycerstwa zachodniego i polskiego, (1929).
- Badania autentyczności dokumentu w praktyce monarszej i sadów polskich w wiekach średnich, (1933).
- Studia nad najstarszą dyplomatyką ruską, (1952).
- (współautor) Sfragistyka, (1960)[8].

## Ordery i odznaczenia
- Krzyż Komandorski Orderu Odrodzenia Polski
- Krzyż Oficerski Orderu Odrodzenia Polski
- Odznaka tytułu honorowego „Zasłużony Nauczyciel PRL”
- Medal im. Mikołaja Kopernika PAN
- Złota Odznaka „Za Pracę Społeczną dla miasta Krakowa” (27 października 1969)[9]

Źródło:.